# الن فرد
البرت جمز فرِد (به انگلیسی: Albert James "Alan" Freed) متولد ۱۵ دسامبر ۱۹۲۱ در ایالت پنسیلوانیا، دی جی رادیویی بود. وی دی جی ۳۰ ساله ای بود که پس از تلاش نافرجام برای کار در ایستگاه رادیویی نیویورک به عنوان گوینده، به سمت دی جی در ایستگاه رادیویی کلیوند بسنده کرد. در یکی از روزهای سال ۱۹۵۲ فرید سری به مغازه صفحه فروشی لئو مینتس زد. با دیدن شور و هیجان جوانان سفیدپوست در خرید صفحه‌های موسیقی سیاه، او یک تحول در موسیقی ایجاد کرد.

## دوران فعالیت و مرگ

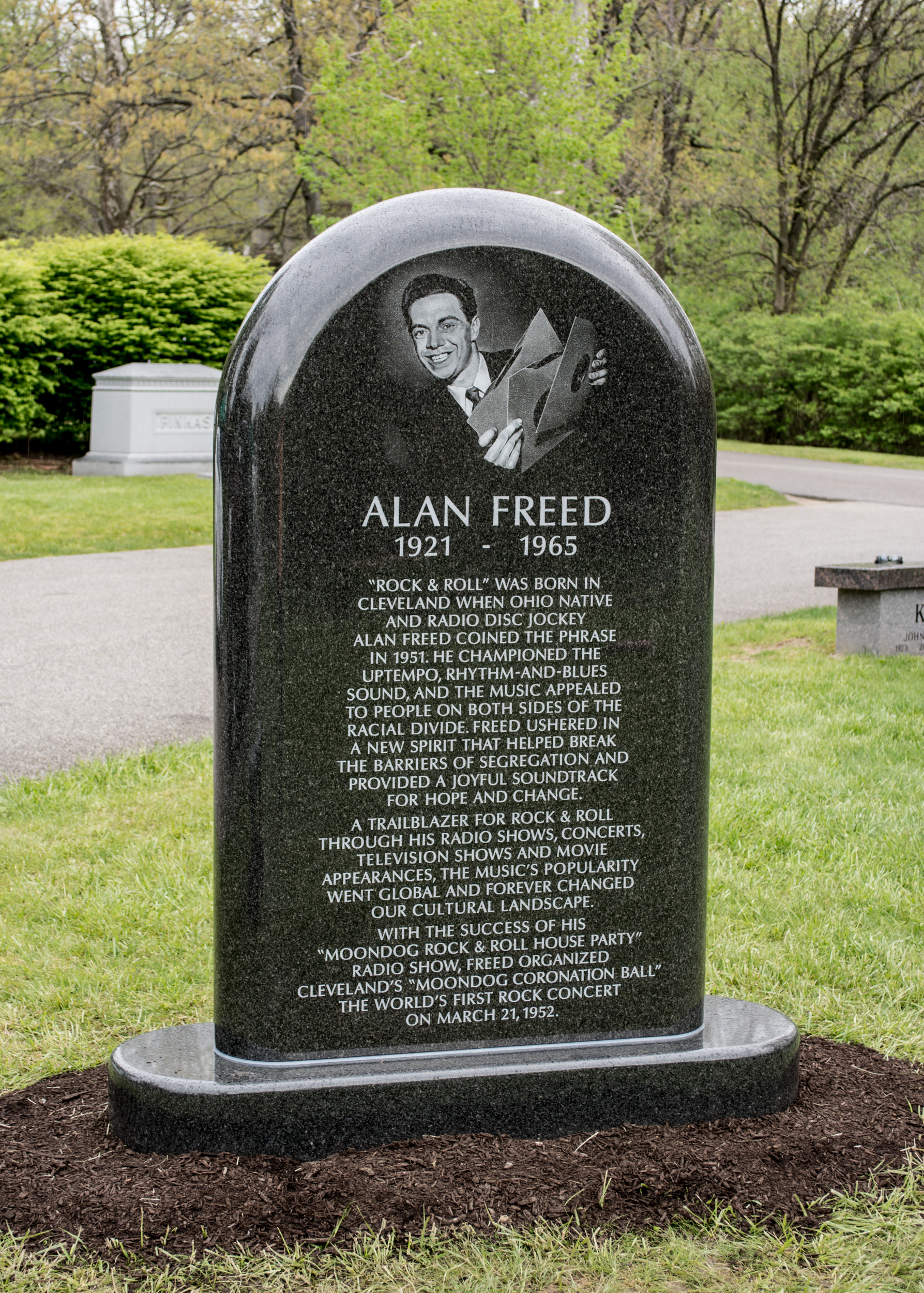
تصویری از مزار الن فرد

وی رضایت مدیر ایستگاه رادیویی را برای پخش این موسیقی ممنوع به دست آورد. با نام مستعار مون داگ، برنامه مهمانی راک اند رول مون داگ را به وجود آورد. این برنامه به سرعت هواداران زیادی به دست آورد و در ماه مارس ۱۹۵۳ نمایش فرید در ورزشگاه ده هزار نفری بیش از ۳۰ هزار نفر را گرد هم آورد. او بعداً به نیویورک دعوت شد تا برنامه دیگری را در رادیو راه اندازی کند و به این ترتیب نام فرید به عنوان بنیانگذار با سبک موسیقی راک اند رول همراه شد. فرید با اینکه خواننده نبود اما اولین ستاره تاریخ موسیقی راک اند رول است. اما مصرف بی‌رویه الکل باعث شد که او در ۴۳ سالگی در ۲۰ ژانویه ۱۹۶۵ از دنیا برود.